# Casillas (Espanha)
Casillas é um município da Espanha na província de Ávila, comunidade autónoma de Castela e Leão, de área 11,96 km² com população de 1001 habitantes (2007) e densidade populacional de 69,04 hab/km².

## Localização
Localiza-se no sul da província de Ávila.
| Noroeste: Sotillo de la Adrada | Norte: El Barraco         | Nordeste: El Tiemblo            |
| Oeste: Sotillo de la Adrada    |                           | Este: Rozas de Puerto Real      |
| Sudoeste: Sotillo de la Adrada | Sul: Sotillo de la Adrada | Sudeste: Santa María del Tiétar |

## Demografia
| Variação demográfica do município entre 1991 e 2004 | Variação demográfica do município entre 1991 e 2004 | Variação demográfica do município entre 1991 e 2004 | Variação demográfica do município entre 1991 e 2004 |
| --------------------------------------------------- | --------------------------------------------------- | --------------------------------------------------- | --------------------------------------------------- |
| 1991                                                | 1996                                                | 2001                                                | 2004                                                |
| 1001                                                | 949                                                 | 818                                                 | 823                                                 |